# Интер Маями
Интер Маями е футболен отбор от град Маями, щата Флорида, САЩ, основан през 2018 година. Играе в източната конференция на МЛС. Първият мач на отбора е на 1 март 2020 година срещу Лос Анджелис – загуба с 1 – 0.
Собственици на отбора са няколко души, които са част от интвестиционна група. Най-известното име сред тях е бившият английски футболист – Дейвид Бекъм, който е и президент на тима. Останалите собственици са британския музикален и телевизионен продуцент Саймън Фулър, боливийският бизнесмен Марсело Клор, братята Хорхе и Хосе Мас и японецът Масайоши Сон. Фулър напуска организацията през 2019 година.
Отборът играе мачовете си на DRV PNK Стейдиъм във Форт Лодърдейл, Флорида, който е изграден на мястото на бившия Локхарт Стейдиъм.

## Настоящ състав
Към 4 юни 2025 г.